# Tunisie aux Jeux olympiques d'été de 2004
La Tunisie a participé aux Jeux olympiques d'été de 2004 à Athènes (Grèce). C'était sa 11e participation aux Jeux olympiques.

## Résultats par épreuve

### Athlétisme
400 m hommes
- Sofiane Labidi
  - Premier tour : 46 s 4 (non qualifié pour le tour suivant)

3 000 m steeple hommes
- Lotfi Turki
  - Premier tour : DNS (non qualifié pour le tour suivant)

20 kilomètres marche hommes
- Hatem Ghoula : 1 h 22 min 59 (11e place)

Lancer du javelot femmes
- Aïda Sellam
  - Premier tour : 57,76 m

### Aviron
- Ibtissem Trimech : 19e

### Boxe
Mouche (moins de 51 kg)
- Walid Cherif
  - Premier tour : perdu contre Nikoloz Izoria ( Géorgie), 24-14

Plume (moins de 57 kg)
- Saifeddine Nejmaoui (en)
  - Premier tour : perdu contre Khedafi Djelkhir ( France), 38-13

Léger (moins de 60 kg)
- Taoufik Chobba (en)
  - Premier tour : perdu contre Anthony Little (en) ( Australie), 27-8

Super léger (moins de 64 kg)
- Mohamed Ali Sassi (en)
  - Premier tour : perdu contre Willy Blain ( France), 36-14

Moyen (moins de 75 kg)
- Mohamed Sahraoui (en)
  - Premier tour : perdu contre Károly Balzsay ( Hongrie), 29-24

### Escrime
Fleuret individuel hommes
- Maher Ben Aziza (en) : éliminé au premier tour
  - battu par Jonathan Tiomkin (en) ( États-Unis) 10-15

Sabre individuel hommes
- Mohamed Rebaï : éliminé au premier tour
  - battu par Renzo Agresta ( Brésil) 14-15

### Football
Tour préliminaire (Groupe C)
- Tunisie –  Australie, 1-1
- Tunisie –  Argentine, 0-2
- Tunisie –  Serbie-et-Monténégro, 3-2 (termine 3e de son groupe)

Quarts de finale
- Non qualifiée (seuls les deux premiers sont qualifiés)
- Équipe
  - (01) Khaled Fadhel (gardien)
  - (02) Anis Boussaïdi
  - (03) Karim Haggui
  - (04) Alaeddine Yahia
  - (05) Sabeur Trabelsi (en)
  - (06) Hocine Ragued
  - (07) Amir Haj Massaoud
  - (08) Zied Bhairi
  - (09) Ali Zitouni (2 buts)
  - (10) Khaled Mouelhi (capitaine)
  - (11) Amine Ltifi
  - (12) Anis Ayari
  - (13) Wissem Ben Yahia
  - (14) Mejdi Traoui
  - (15) José Clayton (1 but)
  - (16) Issam Merdassi
  - (17) Mohamed Jdidi (1 but)
  - (18) Jassem Khalloufi (gardien)
- Entraîneur : Khemaïs Laabidi

### Gymnastique artistique
Gymnastique artistique hommes
- Wajdi Bouallègue
  - Concours individuel général : 47e sur 98
  - Résultats aux appareils :
    - Sol : 56e, non qualifié
    - Saut de cheval : 69e, non qualifié
    - Barres parallèles : 77e, non qualifié
    - Barre fixe : 71e, non qualifié
    - Anneaux : 72e, non qualifié
    - Cheval d'arçons : 63e, non qualifié

| Sol   | Cheval d'arçons | Anneaux | Saut  | Barres parallèles | Barres fixes | Total  |
| ----- | --------------- | ------- | ----- | ----------------- | ------------ | ------ |
| 9,112 | 8,950           | 8,562   | 9,025 | 8,350             | 8,512        | 52,511 |

### Haltérophilie
Moins de 69 kg hommes
- Youssef Sebaï : non classé

Moins de 63 kg dames
- Hayet Sassi
  - 5e avec 215 kg (95 kg à l'arraché et 120 kg à l'épaulé-jeté)

### Judo
Moins de 60 kg hommes
- Anis Lounifi : éliminé au second tour
  - Premier tour : vainqueur de Pak Nam-chol (en) ( Corée du Nord)
  - Second tour : perdu contre Evgeny Stanev (en) ( Russie)

Moins de 63 kg femmes
- Saida Dhahri : éliminée au second tour après repêchage 
  - battue par Ayumi Tanimoto ( Japon) par ippon au premier tour
  - victorieuse de Diana Maza (en) ( Équateur) par ippon au repêchage
  - battue par Marie-Hélène Chisholm (en) ( Canada) par ippon au repêchage

Moins de 78 kg femmes
- Houda Ben Daya : éliminée au second tour
  - Premier tour : qualifiée d'office
  - Second tour : perdu contre Edinanci Silva ( Brésil) par ippon

Plus de 78 kg femmes
- Insaf Yahyaoui : termine 5e de la compétition 
  - Premier tour : qualifiée d'office
  - Second tour : battue par Sun Fuming ( Chine) par ippon
  - Premier repêchage : qualifiée d'office
  - Second repêchage : victorieuse de Carmen Chalá (en) ( Équateur) par waza-ari
  - Troisième repêchage : victorieuse de Giovanna Blanco ( Venezuela) par ippon
  - Troisième place : défaite face à Tea Dongouzachvili ( Russie) par waza-ari

### Lutte
Lutte libre femmes (moins de 48 kg)
- Fadhila Louati : éliminée au tour préliminaire
  - battue par Fani Psatha (en) ( Grèce) par tombé 0-5
  - battue par Lidia Karamtshakova ( Tadjikistan) par tombé 0-3
  - battue par Iryna Merleni ( Ukraine) par tombé 0-10

### Natation
200 m nage libre hommes
- Anouar Ben Naceur : non qualifié pour les demi-finales
  - Qualifications : 1 min 54 s 69 (5e de sa série)

400 m 4 nages hommes
- Oussama Mellouli : qualifié pour la finale
  - Qualifications : 4 min 16 s 68 (2e de sa série)
  - Finale : 4 min 14 s 49 (5e place)

### Taekwondo
- Hichem Hamdouni (en)
  - vainqueur au premier tour de Jacob Martins Obiorah (en) ( Nigeria)
  - battu aux 1/4 de finale par Bahri Tanrikulu ( Turquie)
  - vainqueur au premier tour de repêchage par Donald Geisler (en) ( Philippines)
  - battu au second tour de repêchage par Yousef Karami ( Iran)
- Mounira Nahdi (en)
  - battue par Mouna Benabderrassoul ( Maroc)
- Mohamed Omrani (en)
  - battu par Carlo Massimino (en) ( Australie)

### Tennis de table
- Nesrine Ben Kahia (en) (simple dames)
  - défaite contre Silvija Erdelji (en) ( Serbie-et-Monténégro) 0-4
- Olfa Guenni (en) (simple dames)
  - défaite contre Petra Cada (en) ( Canada) 0-4
- Nesrine Ben Kahia et Olfa Guenni (double dames)
  - victoire contre Asma Menaifi (en) et Souad Nechab (en) ( Algérie) 4-2
  - défaite contre Huang Yi-hua (en) et Lu Yun-feng (en) ( Taipei chinois) 0-4

### Voile
- Foued Ourabi (en) : 23e

### Volley-ball
Hommes
- Premier tour : sixième du groupe A (non qualifiée pour les quarts de finale), 11e au classement général
  - Tunisie - Grèce 0-3
  - Tunisie - Argentine 2-3
  - Tunisie - Serbie-et-Monténégro 0-3
  - Tunisie - Pologne 1-3
  - Tunisie - France 1-3
- Formation : 
  - Khaled Belaïd (en)
  - Selim Chekili
  - Walid Ben Abbes (en)
  - Marouène Fehri
  - Mehrez Berriri (en)
  - Mohamed Trabelsi (en)
  - Hosni Karamosli (en)
  - Noureddine Hfaiedh
  - Mehdi Gara (en)
  - Chaker Ghezal (en)
  - Ghazi Guidara (en)
  - Samir Sellami
- Entraîneurs :
  - Antonio Jacob (sélectionneur)
  - Noureddine Ben Younes (entraîneur adjoint)